# دوونی
دوونی (به مجاری:  Dövény) یک منطقهٔ مسکونی در مجارستان است که در ناحیه پوتنوک واقع شده‌است. دوونی ۱۱٫۶۵ کیلومتر مربع مساحت و ۲۸۹ نفر جمعیت دارد.